# صانع السلام (الموسم الثاني)
الموسم الثاني من المسلسل الأمريكي الخارق للطبيعة "صانع السلام" (بالإنجليزية: Peacemaker season 2)، يستند إلى شخصية تحمل الاسم نفسه من قصص دي سي المصورة . تقع أحداث الموسم ضمن عالم دي سي السينمائي الجديد (DCU)، ويُعد بمثابة "إعادة تشغيل" للمسلسل، الذي انطلق أساسًا كفرع مباشر من فيلم "فرقة الانتحار" الصادر ضمن عالم دي سي السينمائي الممتد (DCEU) عام 2021. يواصل الموسم تتبّع قصة المرتزق المتعصب كريستوفر سميث / صانع السلام، وهو من إنتاج أستديوهات دي سي تحت إشراف المنتج التنفيذي جيمس غان.
يؤدي الممثل جون سينا دور البطولة مجددًا، مستعيدًا شخصيته من الفيلم الأصلي، ويشاركه في التمثيل كل من دانيال بروكس، فريدي ستروما، جينيفر هولاند، ستيف إيجي، روبرت باتريك، فرانك جريلو، سول رودريغيز، ديفيد دينمان، وتيم ميدوز. أُكّد العمل على الموسم الثاني في فبراير 2022، حيث تقرر أن يتولى جيمس غان كتابة وإخراج الحلقات الثماني بالكامل. وعلى الرغم من أن التصوير كان من المفترض أن يبدأ في عام 2023، فقد تأجل المشروع بسبب تعيين غان رئيسًا تنفيذيًا مشاركًا لشركة "دي سي ستوديوز"، وتركيزه على فيلم "سوبرمان" المرتقب عام 2025.
بسبب هذا الانشغال، أُعطي الأولوية في البداية لمسلسل فرعي بعنوان "والر"، إلا أن تأجيلات ضربت المشروع نتيجة نزاعات العمل في هوليوود عام 2023. وفي مارس 2024، أعلن جان أن الموسم الثاني من "صانع السلام" سيُعرض أولًا. انطلق التصوير جزئيًا في أبريل 2024، بالتوازي مع إنتاج فيلم "سوبرمان" في "استوديوهات تريليث" بمدينة أتلانتا بولاية جورجيا، ثم بدأ التصوير الرئيسي في يونيو وانتهى في نوفمبر من العام نفسه.
من المقرر أن يُعرض الموسم الثاني من "صانع السلام" على منصة "ماكس" بتاريخ 21 أغسطس 2025، وسيتكوّن من ثماني حلقات. يُنتظر أن يقدم الموسم تحولًا سرديًا يعكس الانتقال من عالم دي سي الممتد (DCEU) إلى عالم دي سي الجديد (DCU)، باعتباره جزءًا من الرؤية الجديدة التي يشرف عليها جيمس غان لبناء عالم موحد لعناوين دي سي على الشاشة.

## الممثلين والشخصيات
- جون سينا في دور كريستوفر سميث / صانع السلام: مرتزق متعصب يؤمن بتحقيق السلام بأي ثمن، حتى إن تطلّب الأمر ارتكاب أعمال عنف. يجسد سينا أيضًا نسخة بديلة من صانع السلام ضمن أحداث الموسم.
- دانييل بروكس بدور ليوتا أديبايو: ابنة أماندا والر، المديرة السابقة لمنظمة "آرغَوس" ، وعضوة في فريق "أطفال شارع 11" التابع لصانع السلام.
- فريدي ستروما في دور أدريان تشيس / الحارس: محارب جريمة أعلن عن نفسه بنفسه، يرى في صانع السلام قدوة وشقيقًا أكبر.
- جينيفر هولاند بدور إميليا هاركورت: عميلة في منظمة "آرغَس" وعضو أساسي في فريق صانع السلام.
- ستيف أجي في دور جون إيكونوموس: عميل في "آرغَس"، يقدّم الدعم الفني والتكتيكي للفريق.
- روبرت باتريك في دور أغسطس "أوجي" سميث / التنين الأبيض: والد صانع السلام المتطرف والعنصري، وقد قُتل على يد ابنه في نهاية الموسم الأول.
- فرانك جريلو في دور ريك فلاج الأب: القائد السابق لفريق "كائنات الكوماندوز" والمدير الحالي لمنظمة "آرغَوس"، يغمره الغضب بسبب مقتل ابنه، ريك فلاج الابن، على يد صانع السلام في أحداث فيلم الفرقة الانتحارية الصادر عام 2021.
- سول رودريغيز في دور ساشا بوردو.
- تيم ميدوز في دور لانغستون فلوري: عميل في منظمة "أرغوس".

يعود كل من إيزابيلا ميرسيد بدور هوك جيرل، وناثان فيليون بدور غاي غاردنر / عضو من الفانوس الأخضر، وشون غان بدور ماكسويل لورد ، لاستكمال أدوارهم التي ظهرت سابقًا في فيلم سوبرمان (2025) من إنتاج عالم دي سي السينمائي الجديد (DCU). ويستعيد نهات لي دوره من الموسم الأول بدور جودو ماستر، وهو محارب قصير القامة وذو مهارات قتالية خارقة. كما انضم إلى الموسم مايكل روكر في دور شخصية جديدة لم يُفصح بعد عن تفاصيلها، لكن من المرجح أنها تمتلك قوى غامضة أو قدرات خارقة. وقد أُعلن أيضًا عن انضمام كل من ديفيد دينمان، وأنيسا ماتلوك، وتايلور سانت كلير، ودوريان كينجي، وبراندون ستانلي، لأداء أدوار لم يُكشف عنها بعد، ويشهد الموسم أيضًا عودة النسر الأليف المميز "إيجلي"، وهو رفيق صانع السلام منذ الموسم الأول.

## الإنتاج

### التطوير
في أغسطس 2021، صرّح جيمس غان، مبتكر ومنتج مسلسل صانع السلام ضمن عالم دي سي الممتد (DCEU)، برغبته في إنتاج موسم ثانٍ، مؤكدًا التزامه بذلك في حال تجديد العمل. وبعد عرض الموسم الأول في يناير 2022، جدّد غان رغبته في إنتاج موسم ثانٍ، على الرغم من عدم توصله إلى اتفاق رسمي مع النجم جون سينا للعودة، وكذلك رغبته في أخذ استراحة بعد سنوات حافلة بالعمل. رفض غان إعطاء موافقته النهائية على إنتاج موسم ثانٍ حتى وضع الخطوط العريضة للشخصيات، مشيرًا إلى أنه وسينا لا يرغبان في الالتزام بمشروع لا يشعران بالحماس تجاهه. وفي فبراير 2022، أعلنت خدمة البث أتش بي أو ماكس رسميًا عن تجديد المسلسل لموسم ثانٍ، مؤكدة تولي غان كتابة وإخراج جميع الحلقات. ذكر غان أن الموسم سيتناول تداعيات أحداث الموسم الأول، سواء كانت إيجابية أو سلبية.
في أبريل 2022، اندمجت شركتا ديسكفري ووارنر ميديا (الشركة الأم لـوارنر براذرز) لتشكّلا كيانًا جديدًا تحت اسم وارنر براذرز ديسكفري (WBD)، بقيادة المدير التنفيذي ديفيد زاسلاف. كان من المتوقع أن يُعاد هيكلة شركة دي سي إنترتينمنت ضمن هذا التحول الإداري، وبدأ زاسلاف في البحث عن شخصية قيادية لفرع دي سي على غرار كيفن فيج في استوديوهات مارفل. في أغسطس 2022، وبعد إلغاء شركة وارنر براذرز المفاجئ لفيلم "باتجيرل"، طمأن غان الجمهور بأن الموسم الثاني من صانع السلام "آمن"، وأكد بدء التصوير في عام 2023. وفي نهاية أكتوبر من نفس العام، عُيّن غان مع المنتج بيتر سافران كرئيسين مشاركين ومديرين تنفيذيين مشاركين لشركة دي سي ستوديوز المُشكّلة حديثًا.
بعد أسبوع من توليهما المنصبين، بدأ غان وسافران العمل على خطة تمتد من ثماني إلى عشر سنوات لما وصفاه بـ"إعادة تشغيل بسيطة" لعالم دي سي، تُشكل ما بات يُعرف لاحقًا باسم عالم دي سي الجديد (DCU). وأكّدا أن بعض الممثلين سيعودون من فيلم الفرقة الانتحارية (2021) والموسم الأول من صانع السلام، مع الاحتفاظ بـ"ذكريات تقريبية" عن تلك الأحداث داخل الاستمرارية الجديدة. وبسبب انشغاله بمسؤولياته الجديدة، أُجّل الموسم الثاني من المسلسل حتى يناير 2023. وفي فبراير من نفس العام، صرح غان أن الموسم تأخر نتيجة انشغاله بفيلم سوبرمان (2025)، مشيرًا إلى أن الموسم الثاني لم يُلغَ، بل سيتبع المسلسل الفرعي "والر". وصرّح لاحقًا أن الموسم الثاني سيكون مشروعه التالي بعد الانتهاء من سوبرمان، وسيكون جزءًا من سلسلة مشاريع "الفصل الأول: الآلهة والوحوش" ضمن عالم دي سي الجديد.
في أكتوبر 2023، أوضح غان أن الموسم الثاني سيتناول "انتقاله من استمرارية عالم دي سي القديم إلى استمرارية دي سي الجديدة". وفي مارس 2024، صرّح أن الموسم الأول لم يُصنّف ضمن أعمال عالم دي سي الجديد (DCU)، وأن الموسم الثاني سيستمر من أحداث فيلم سوبرمان (2025). كما أعلن أن مسلسل والر قد تأخر نتيجة إضرابات هوليوود في عام 2023، لذلك تقرّر البدء بإنتاج صانع السلام أولًا. كان من المخطط تنفيذ إنتاج الموسم بالتزامن مع سوبرمان في أواخر عام 2024، لتسريع وتيرة العمل، ما حال دون تمكّن غان من إخراج جميع الحلقات بنفسه. وفي النهاية، تولّى غان إخراج ثلاث حلقات، من بينها الحلقة الافتتاحية، بينما تولّى الإخراج في الحلقات الأخرى كل من كريغ موتولا، بيتر سوليت، وأليثيا جونز.

### الكتابة
بدأ جيمس غان كتابة الموسم الثاني بحلول أكتوبر 2023، بعد انتهاء إضراب نقابة الكُتّاب الأمريكية لعام 2023، وانتهى من كتابة جميع الحلقات الثماني بحلول أوائل فبراير 2024. صرح غان أن الموسم سيكون أكثر تركيزًا على شخصية كريستوفر سميث، الاسم الحقيقي لصانع السلام، مشيرًا إلى تعمق أكبر في الترابط بين الشخصيات وحياتهم الشخصية.

### اختيار الممثلين
عاد جون سينا لتجسيد شخصية كريستوفر سميث/صانع السلام في الموسم الثاني من المسلسل بعد الإعلان الرسمي عن تجديده في فبراير 2022، وأُعلن لاحقًا أن عدداً من الممثلين من الموسم الأول سيعودون إلى أدوارهم، منهم دانيال بروكس في دور ليوتا أديبايو، وجينيفر هولاند في دور إميليا هاركورت، وستيف إيجي في دور جون إيكونوموس، وروبرت باتريك في دور أوجي سميث / وايت دراجون، ونوت لي في دور جودوماستر، إلى جانب فريدي ستروما الذي أكد جيمس غان عودته بدور أدريان تشيس/فيجيلانتي في عالم دي سي الجديد (DCU). وضمن خطة توسيع هذا العالم، أشار غان في أبريل 2023 إلى أن بعض مؤدي الأصوات في مسلسل الرسوم المتحركة "مخلوقات الكوماندوز" سيُجسِّدون الشخصيات ذاتها في أعمال حية، مثل فرانك جريلو الذي أُعلن رسميًا في مايو 2024 عن تجسيده شخصية ريك فلاج الأب في الموسم الثاني من صانع السلام. كما انضمت شخصيات جديدة إلى طاقم العمل، من بينها سول رودريغيز بدور ساشا بوردو، وتيم ميدوز بدور لانغستون فلوري، وديفيد دينمان في دور غير معلن، فيما أعلن لاحقًا عن انضمام كل من أنيسا ماتلوك، وتايلور سانت كلير، ودوريان كينجي، وبراندون ستانلي. وفي يوليو 2024، أشار المخرج بيتر سوليت إلى أن جويل كينمان سيظهر في الموسم بدور ريك فلاج الابن، وهو ما نفاه كينمان لاحقًا في أكتوبر من العام نفسه. كشف المقطع الدعائي الصادر في مايو 2025 عن عودة شخصيات ظهرت في فيلم سوبرمان (2025)، أبرزها إيزابيلا ميرسيد بدور هوك جيرل، وناثان فيليون بدور غاي غاردنر / الفانوس الأخضر، وشون غان بدور ماكسويل لورد، إلى جانب ظهور مايكل روكر في دور لم يُفصح عنه بعد.

### التصوير
بدأت التحضيرات لتصوير الموسم الثاني من صانع السلام بالتزامن مع إنتاج فيلم سوبرمان (2025)، حيث صرّح جيمس غان في مارس 2024 أن التصوير سيجري لاحقًا خلال العام في استوديوهات "تريليث" الواقعة في أتلانتا، جورجيا. انطلقت أولى جلسات التصوير في 13 أبريل من العام نفسه، حيث أجرى غان جلسة تصوير تمهيدية خلال عطلة نهاية الأسبوع لتتلائم مع التزاماته في إخراج فيلم سوبرمان. تولى غان إخراج ثلاث حلقات من الموسم، بينما استعان بثلاثة مخرجين آخرين لإخراج بقية الحلقات؛ فكان كريغ موتولا مسؤولًا عن الحلقتين الثانية والثالثة، وبيتر سوليت إخراج الحلقة الرابعة، بينما أخرجت أليثيا جونز عدة حلقات أخرى خلال الموسم. أُسندت مهمة التصوير السينمائي إلى سام مكوردي. انطلق التصوير الرئيسي رسميًا في 13 يونيو 2024، واستمر حتى انتهائه في 25 نوفمبر من العام نفسه.

### المقدمة الافتتاحية
بعد أن لاقت المقدمة الإفتتاحية للموسم الأول استحسانًا واسعًا من الجمهور والنقاد، صرّح جيمس غان أن الفريق الإبداعي أراد "الارتقاء بالأداء" في الموسم الثاني وتقديم افتتاحية تتفوق على سابقتها. استعان غان مجددًا بالمصممة شاريسا بارتون، التي عادت لتصميم رقصات إفتتاحية الموسم الجديد. وقد درس غان عدة خيارات موسيقية لاستخدامها فيها، بما في ذلك احتمال إعادة استخدام أغنية الموسم الأول "هل تريد أن تتذوقها" لفرقة ويج وام، قبل أن يقرر اختيار أغنية جديدة تتناسب بشكل أفضل مع تركيز الموسم على شخصية كريستوفر سميث بدلاً من هويته البطولية كـ"صانع السلام".

## التسويق
في مايو 2025، كشف جون سينا عن اللقطات الأولى من الموسم الثاني من صانع السلام خلال ظهوره في برنامج "أنسايد ذا أن بي أي" على قناة " تي أن تي سبورتس"، تلاه إصدار مقطع دعائي تشويقي قصير. تَضمَّن المقطع أغنية "Oh Lord" لفرقة فوكسي شازام، وركّز محتواه على هروب كريستوفر سميث / صانع السلام من منظمة أرغوس بعد قتله ريك فلاج الابن، بالإضافة إلى تسليط الضوء على الكيفية التي سيعالج بها الموسم الثاني الانتقال من استمرارية عالم دي سي الممتد (DCEU) إلى عالم دي سي الجديد (DCU). أشار مايكل والش من موقع "نرديست" إلى ظهور نسخة بديلة من شخصية صانع السلام في المقطع، بدت وكأنها تنتمي إلى واقع آخر ضمن تعددية عوالم دي سي، متسائلًا عما إذا كان هذا التوجه مرتبطًا بإعادة تشكيل استمرارية السرد في السلسلة.

## الإصدار
من المقرر أن يبدأ عرض الموسم على منصة ماكس في 21 أغسطس 2025.